# Масанш-де-Дона-Мария
Масанш-де-Дона-Мария (порт. Maçãs de Dona Maria)  —  район (фрегезия) в Португалии,  входит в округ Лейрия. Является составной частью муниципалитета  Алвайазери. По старому административному делению входил в провинцию Бейра-Литорал. Входит в экономико-статистический  субрегион Пиньял-Интериор-Норте, который входит в Центральный регион. Население составляет 2177 человек на 2001 год. Занимает площадь 23,91 км².
Покровителем района считается Апостол Павел (порт. Paulo de Tarso). 